# Gordon Thomas Rohrmair

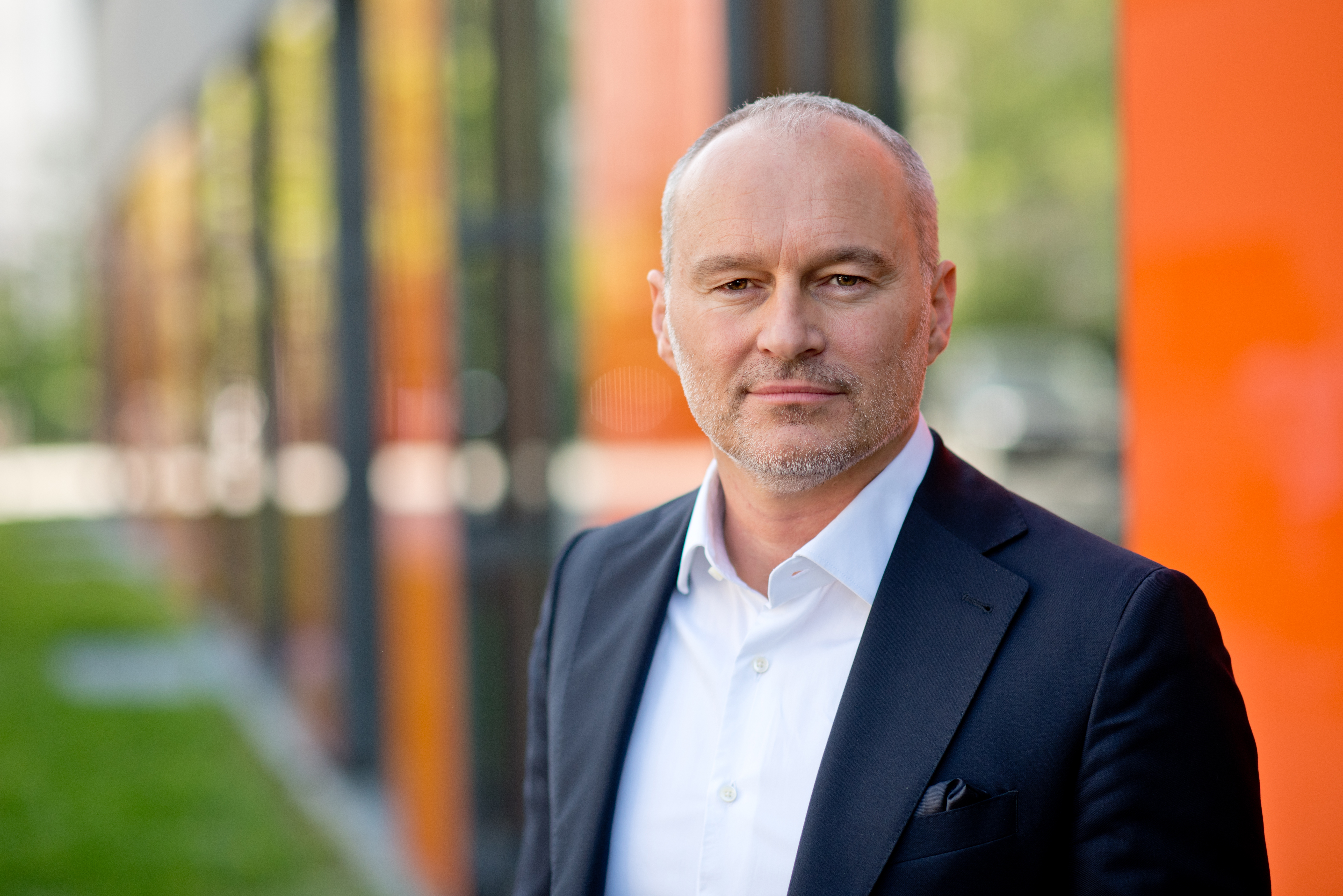
Gordon Thomas Rohrmair (2019)

Gordon Thomas Rohrmair (* 21. Juli 1976) ist ein deutscher Informatiker. Seit 2016 ist er Präsident der Technischen Hochschule Augsburg.

## Leben
Rohrmair studierte von 1996 bis 2000 Wirtschaftsinformatik an der Technischen Hochschule Augsburg. Seinen Master of Science absolvierte er 2001 im Fach Informatik an der Heriot-Watt University Edinburgh. 2005 promovierte er bei Gavin Lowe und Bill Roscoe an der Oxford University mit einer Arbeit zur IT-Sicherheit im Bereich formale Verifikation von sicherheitskritischen Prozessen. Von 2003 bis 2005 war er Junior Researcher am Oxford Computing Laboratory. Für seine Forschung in Oxford erhielt er das Leathersellers' Company Scholarship des St. Catherines College (Oxford) sowie einen Research Grant des Defence Science and Technology Laboratory.
Anschließend arbeitete Rohrmair als Strategieberater bei der Unternehmensberatung Stern Stewart & Co Management Consultants und als Projektmanager im Bereich IT-Sicherheit bei Siemens CT IC Cert.
2009 wechselte er als Professor für IT-Sicherheit an die Fakultät für Informatik der Hochschule Augsburg. Dort gründete, baute auf und leitete er die Forschungsgruppe IT-Sicherheit und IT-Forensik HSA_sec, eine der größten Forschungsgruppen für IT-Sicherheit an einer Bayerischen Hochschule für angewandte Wissenschaften.
Von Oktober 2010 bis 2016 war Rohrmair Vizepräsident für angewandte Forschung und Wissenstransfer an der Hochschule Augsburg und baute unter anderem das Technologietransferzentrum Sichere Automation Nördlingen am Hochschulzentrum Donau-Ries auf.
Seit 1. Oktober 2016 ist er Präsident der Technischen Hochschule Augsburg. Er trat das Amt als einer der jüngsten Präsidenten einer deutschen Hochschule an. 2021 bestätigte der Hochschulrat Rohrmairs Wiederwahl einstimmig.
Unter Rohrmairs Präsidentschaft startete die Technische Hochschule Augsburg 2018 den Studiengang Soziale Arbeit und konnte so ihr Portfolio bestehend aus den Bereichen Technik, Gestaltung und Wirtschaft um den Bereich Soziales erweitern.
Zur Bekämpfung des Fachkräftemangels in der Region rief Rohrmair das Zukunftskonzept gP_2025 gemeinsam mit der IHK Schwaben, der HWK Schwaben und dem vbw – die bayerische Wirtschaft ins Leben. Über 150 Unternehmen waren Teil dieser Initiative. 2021 starteten mit Wirtschaftspsychologie und International Information Systems die ersten beiden Studiengänge von gP_2025. 2022 folgen die Studiengänge Digitaler Baumeister sowie Creative Engineering.
Seit November 2021 ist Rohrmair Mitglied des Hochschulrats der Hochschule Landshut.
Rohrmair absolvierte 2022 das General Management Program der Harvard Business School und ist Mitglied im Harvard Alumni-Netzwerk.
Neben seiner Tätigkeit als Hochschulpräsident ist Rohrmair Sprecher des Vorstands Clusters Mechatronik & Automation, Mitglied des Lenkungsgremiums des Bayerischen Wissenschaftsforum (BayWiss), akademischer Sprecher der Themenplattform Digital Production & Engineering des Zentrum Digitalisierung Bayern (ZD.B.) bei Bayern Innovativ.
Zudem ist Rohrmair wissenschaftlicher Gutacher für das Bundesministerium für Bildung und Forschung sowie Gutachter für die Landesregierung von Nordrhein-Westfalen im Bereich IT-Sicherheit/Digitalisierung.
Im Dezember 2023 erhielt Rohrmair die Ehrendoktorwürde der Nationalen Polytechnischen Universität Odessa.
Rohrmair ist verheiratet und hat zwei Töchter.